# Raión de Yákovlevo
El raión de Yákovlevo (ruso: Я́ковлевский райо́н) es un distrito administrativo (raión) ruso perteneciente a la óblast de Bélgorod. Su forma de autogobierno local es desde 2018 la de ókrug urbano (Я́ковлевский городско́й о́круг), albergando su territorio un único ayuntamiento con sede en Stroítel. Se ubica en el oeste de la óblast.
En 2021, el raión tenía una población de 57 428 habitantes, de los cuales 23 780 vivían en la ciudad de Stroítel, 7394 en el asentamiento de tipo urbano de Tomarovka, 2675 en el asentamiento de tipo urbano de Yákovlevo y el resto repartidos en 83 localidades rurales. Tomarovka era la capital distrital de la zona hasta una reforma que tuvo lugar en 1963-1965, en la que se sustituyó el antiguo raión de Tomarovka por el actual raión de Yákovlevo, con ligeras variaciones en los límites al incorporar parte del vecino raión de Gostishchevo. Aunque Stroítel es la capital desde 1965, se adoptó el topónimo de Yákovlevo para el raión porque Stroítel acababa de ser recién fundada, como poblado para construir una mina en lo que entonces era territorio de Yákovlevo.
En cuanto a la población rural, las localidades rurales más importantes son Gostishchevo (de algo menos de tres mil habitantes), Kustovoye, Ternovka, Serétino, Alekséyevka y Dmítriyevka (estas cinco últimas de algo más de mil habitantes cada una). Antes de 2018, el territorio del raión se dividía en los ayuntamientos urbanos de Stroítel, Tomarovka y Yákovlevo y catorce asentamientos rurales; estas diecisiete áreas se conservan desde entonces con fines únicamente de desconcentración administrativa, careciendo de autogobierno local propio.
La parte oriental del raión incluye parte de la periferia septentrional de la capital regional Bélgorod.